# Théo Fouchenneret
Théo Fouchenneret, né le 26 février 1994 à Nice, est un pianiste français.

## Formation
Théo Fouchenneret commence dès 3 ans le piano, initié par son grand frère Pierre Fouchenneret (violoniste), et c’est à seulement 5 ans qu'il rentre au conservatoire de Nice, où il obtient un premier prix à 13 ans.
Il poursuit sa formation au conservatoire de Paris avec Alain Planès et Hortense Cartier-Bresson.

## Carrière
Théo Fouchenneret se produit dans diverses salles, en France et à l'étranger.
Il remporte le 1er prix du concours international Fauré en 2013.
Il cofonde en 2014 l'ensemble Messiaen avec Raphaël Sévère (clarinette), David Petrlik (violon) et Volodia van Keulen (violoncelle).
En 2018, il remporte le 1er prix du concours international de Genève.
En 2019, il est nommé « Révélation soliste de l'année » aux Victoires de la musique classique,.
En 2020, il est en résidence à la fondation Singer-Polignac.

## Discographie partielle
- 2020 : Beethoven, sonates Waldstein et Hammerklavier, label Dolce Volta,  (EAN 3770001904078)
- 2021 : Brahms, œuvres pour 2 pianos, avec Éric Le Sage,  (EAN 3770005527327)
- 2023 : Compositrices / New Light On French Romantic Women Composers,  (EAN 8055776010090)
- 2023 : Schumann, œuvres pour violon, avec son frère Pierre Fouchenneret,  (EAN 3770005527518)
- 2024 : Fauré, nocturnes, label Dolce Volta,  (EAN 3770001905464)